# Marjorie Pickthall

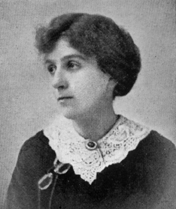
Marjorie Pickthall

Marjorie Lowry Christie Pickthall (* 14. September 1882 in Gunnersby; † 19. April 1922 in Vancouver) war eine englisch-kanadische Schriftstellerin.

## Leben
Pickthall kam mit ihrer Familie 1889 nach Kanada und besuchte in Toronto die St. Mildred's Girls' School und die Bishop Strachan School for Girls. Nach deren Abschluss arbeitete sie als Bibliotheksassistentin im Victoria College der University of Toronto. 1898 wurde ihr erstes Werk, die Erzählung Two Ears, in der Zeitschrift Toronto Globe veröffentlicht. Zwischen 1905 und 1908 veröffentlichte sie drei Romane – Dick's Desertion: A Boy's Adventures in Canadian Forests; A Tale of the Early Settlement of Ontario (1905), The Straight Road (1906) und Billy's Hero; or, The Valley of Gold (1908) – die als Fortsetzungsromane in Zeitschriften und in Buchform mit Illustrationen von Charles William Jefferys erschienen.
Der Tod ihrer Mutter im Jahr 1910 unterbrach ihre literarische Tätigkeit, und 1912 kehrte sie nach England zurück. Dort entstanden drei Werke: ihr erster Gedichtband The Drift of Pinions (1913), der historische Roman Little Hearts (1915) und The Lamp of Poor Souls, and Other Poems (1916), eine erweiterte und überarbeitete Fassung ihrer ersten Gedichtsammlung. Im Ersten Weltkrieg arbeitete sie als Ambulanzfahrerin, in der Landwirtschaft und in der Bibliothek des Meteorological Office in South Kensington.
Nach dem Krieg ging Pickthall wieder nach Kanada und kaufte sich 1920 ein Haus auf Vancouver Island. Dort entstand der Roman The Bridge: A Story of the Great Lakes. Posthum erschienen die Gedichtbände The Wood Carver's Wife and Later Poems (1922), Little Songs (1925) und The Naiad and Five Other Poems (1931). Ihr Vater veröffentlichte zwei Ausgaben ihrer gesammelten Gedichte (1925 und 1932). In Angels' Shoes and Other Stories (1923) wurde eine Auswahl aus ihren mehr als 200 Kurzgeschichten vorgestellt.